# 北极 (阿拉斯加州)
北极（英語：North Pole），是美国阿拉斯加州的一座城市。该市的人口在2000年为1570人，2010年有2117人。人口在阿拉斯加州排行第23。

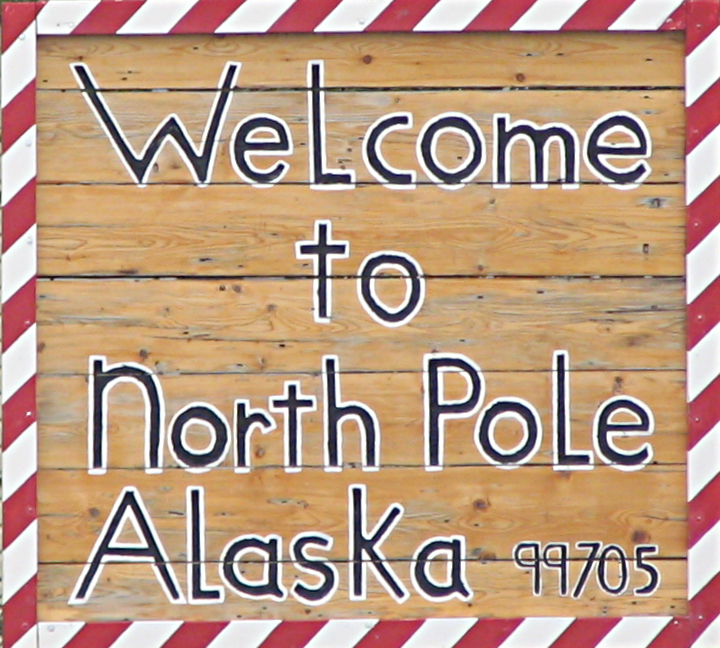
一块欢迎到来的标牌